# Yagyū Hyōgonosuke
Yagyū Hyōgonosuke est un nom japonais traditionnel ; le nom de famille (ou le nom d'école), Yagyū, précède donc le prénom (ou le nom d'artiste).
Yagyū Hyōgonosuke (柳生 兵庫助, 1579-1650) ou Toshiyoshi (利厳) est le fondateur de la principale lignée du style Yagyū Shinkage-ryū d'escrime au début de l'époque d'Edo. Il est fils de Yagyū Toshikatsu et petit-fils de Yagyū Munetoshi (en) (Sekishūsai).
De 1603 à 1607, il est au service de Katō Kiyomasa. Par la suite, il devient guerrier itinérant. À partir de 1615, il sert Tokugawa Yoshinao, fondateur de la branche Owari du clan Tokugawa. Il forme personnellement Yoshinao au Yagyū Shinkage-ryū.

## Légende
Alors que le fameux sabreur Miyamoto Musashi réside à Nagoya, il remarque un certain guerrier marchant dans la rue et son port frappe Musashi. Celui-ci approche alors Hyogonosuke et de dernier fait de même. Musashi demande alors : « N'êtes-vous pas le seigneur Yagyu Hyogonosuke ? » Hyogonosuke répond : « C'est bien moi. N'êtes-vous pas le seigneur Miyamoto Musashi ? » Bien que Musashi et Hyogonosuke ne se sont jamais rencontrés auparavant, en raison de son allure ainsi que d'une certaine énergie martiale qui émane de sa personne, il ne peut s'agir que de Hyogonosuke. Aussi, au lieu de se mesurer l'un et l'autre en combat, Hyogonosuke et Musashi conversent comme de vieux amis au sein de la maison de Yagyu.

## Source de la traduction
- (en) Cet article est partiellement ou en totalité issu de l’article de Wikipédia en anglais intitulé « Yagyū Hyōgonosuke » (voir la liste des auteurs).